# Geološka časovna lestvica
Geološka časovna lestvica se v geologiji in drugih znanostih uporablja za opis časovnega razporeda in razmerij med dogodki skozi zgodovino Zemlje. Tukaj predstavljena preglednica je v skladu z datumi in terminologijo, ki jo priporoča Mednarodna komisija za stratigrafijo, in uporablja standardne barvne kode Geološkega zavoda ZDA.
Radiometrični podatki kažejo, da je Zemlja stara okrog 4570 milijonov let (izraženo s pr. m. l., kar pomeni »pred milijoni let« ali Ma, kot v »datira iz 4570 Ma«). Geološki čas Zemljine preteklosti je razdeljen v številne enote z značilnim dogajanjem. Časovna obdobja so navadno določena s pomembnimi geološkimi ali paleontološkimi dogodki, kot so npr. množična izumrtja. Tako je meja med periodama kredo in paleogenom določena s izumrtjem, ko je prišlo do zatona dinozavrov in številnih morskih vrst. Starejša obdobja, iz katerih nimamo zanesljivih fosilnih ostankov, so določena absolutno.

## Grafične časovne lestvice
Druga in tretja časovna lestvica sta, kot označuje zvezdica, natančnejši razdelitvi predhodne lestvice.
Holocen (zadnja epoha) in sedanjost (od 1950 do danes) sta premajhna, da bi ju lahko jasno prikazali.

## Izrazje
Največja opredeljena enota časa je eon. Eoni se delijo v ere (veke), te pa v periode, epohe in stopnje. Obenem paleontologi na osnovi sprememb v sestavi fosilov opredeljujejo sistem različno dolgih favnskih stopenj. Marsikje so bile tovrstne stopnje sprejete v geološko nomenklaturo, v splošnem pa je prepoznanih favnskih stopenj mnogo več kot geoloških časovnih enot.
Geologi govorijo tudi o zgornjih/poznih, spodnjih/zgodnjih in srednjih delih period in drugih enot; npr. »zgornja jura« ali »srednji kambrij«. Zgornji, srednji in spodnji so izrazi, ki se nanašajo na same kamnine, kot npr. »zgornji jurski peščenjak«; izrazi pozni, srednji in zgodnji pa se nanašajo na čas, npr. »zgodnja jurska sedimentacija« ali »fosili iz zgodnje jure«. Ker so geološke enote iz istega časa, vendar različnih delov sveta, pogosto drugačnega izgleda in vsebujejo druge fosile, imajo številna obdobja iz zgodovinskih razlogov več imen. Tako se v Severni Ameriki spodnji kambrij imenuje waucobanska serija in se nato na podlagi raznolikosti trokrparjev v več con. Isto časovno razdobje se v Vzhodni Aziji in Sibiriji deli v tomotijsko, atdabanijsko in botomijsko stopnjo. Za uskladitev takih terminoloških navzkrižij in opredelitev povsod veljavne razdelitve si prizadeva Mednarodna komisija za stratigrafijo.

## Geološka časovna preglednica
(dolžina polj ni v merilu trajanja)
| Eon           | Era                | Perioda                                                                                                  | Perioda                                                                                                  | Serija/ epoha | Glavni dogodki | Začetek, milijonov let v preteklost |
| ------------- | ------------------ | --- | --- | --- | --- | ----------------------------------- |
| fane- rozoik  | kenozoik           | kvartar                                                                                                  | kvartar                                                                                                  | holocen | Konec zadnje poledenitve in vzpon sodobne civilizacije. | 0.011430 ± 0.00013                  |
| fane- rozoik  | kenozoik           | kvartar                                                                                                  | kvartar                                                                                                  | pleistocen | Razcvet in izumrtje številnih velikih sesalcev (pleistocenska megafavna). Pojav anatomsko sodobnega človeka. | 1.806 ± 0.005 *                     |
| fane- rozoik  | kenozoik           | terciar                                                                                                  | neogen                                                                                                   | pliocen | Stopnjuje se sedanja ledena doba; hladno in suho podnebje. Pojav avstralopitekov, številnih danes živečih rodov sesalcev in recentnih mehkužcev. Pojav vrste Homo habilis. | 5.332 ± 0.005 *                     |
| fane- rozoik  | kenozoik           | terciar                                                                                                  | neogen                                                                                                   | miocen | Zmerne podnebne razmere. Na severni polobli poteka orogeneza. Prepoznati je mogoče sodobne družine ptic in sesalcev. Različni konji in mastodonti. Splošno se razširijo trave. Pojav prvih primatov. | 23.03 ± 0.05 *                      |
| fane- rozoik  | kenozoik           | terciar                                                                                                  | paleogen                                                                                                 | oligocen | Toplo podnebje. Hiter razvoj in diverzifikacija živalstva, posebno sesalcev. Pomemben razvoj in razširjenje sodobnih tipov kritosemenk | 33.9±0.1 *                          |
| fane- rozoik  | kenozoik           | terciar                                                                                                  | paleogen                                                                                                 | eocen | Razcvet in nadaljnji razvoj arhaičnih sesalcev (npr. kreodonti, kondilarti, uintateri idr.). Pojav prvih »sodobnih« družin sesalcev. Poveča se raznolikost primitivnih kitov. Prve trave. Ponovna zaledenitev Antarktike; začetek sedanje ledene dobe. | 55.8±0.2 *                          |
| fane- rozoik  | kenozoik           | terciar                                                                                                  | paleogen                                                                                                 | paleocen | Tropsko podnebje. Pojav sodobnih rastlin. Po izumrtju dinozavrov se v številne primitivne linije razvijejo sesalci. Pojav prvih velikih sesalcev (do velikosti medveda ali majhnega povodnega konja). | 65.5±0.3 *                          |
| fane- rozoik  | mezozoik           | kreda | kreda | zgornja/pozna | Razcvet kritosemenk in novih tipov žuželk. Pojav številnejših sodobnih rib kostnic. Zelo razširjeni so amoniti, belemniti, rudisti školjke, morski ježki in spužve. Na kopnem se pojavijo številni novi tipi dinozavrov (npr. tiranozavri, titanozavri, hadrozavri in keratopsidov), pa tudi sodobnih krokodilov; v morju se pojavijo mosazavri in sodobni morski psi. Pterozavre postopno zamenjajo primitivni ptiči. Pojavijo so stokovci, vrečarji in placentalni sesalci. Razpad Gondvane. | 99.6±0.9 *                          |
| fane- rozoik  | mezozoik           | kreda | kreda | spodnja/zgodnja | Razcvet kritosemenk in novih tipov žuželk. Pojav številnejših sodobnih rib kostnic. Zelo razširjeni so amoniti, belemniti, rudisti školjke, morski ježki in spužve. Na kopnem se pojavijo številni novi tipi dinozavrov (npr. tiranozavri, titanozavri, hadrozavri in keratopsidov), pa tudi sodobnih krokodilov; v morju se pojavijo mosazavri in sodobni morski psi. Pterozavre postopno zamenjajo primitivni ptiči. Pojavijo so stokovci, vrečarji in placentalni sesalci. Razpad Gondvane. | 145.5 ± 4.0                         |
| fane- rozoik  | mezozoik           | jura | jura | zgornja/pozna | Splošno razširjene so golosemenke (posebno iglavci, Bennettitales in Cycadophyta) ter praprotnice. Številni tipi dinozavrov, npr. zavropodi, karnozavri in stegozavri. Sesalci so splošno razširjeni, a majhni. Prve ptice in luskarji. Poveča se raznolikost ihtiozavrov in pleziozavrov. Zelo razširjeni so školjke, amoniti in belemniti; pa tudi morski ježki, morske lilije, morske zvezde, spužve, terebratulidi in rinhonelidni ramenonožci. Razpad Pangeje v Gondvano in Lavrazijo. | 161.2 ± 4.0                         |
| fane- rozoik  | mezozoik           | jura | jura | srednja | Splošno razširjene so golosemenke (posebno iglavci, Bennettitales in Cycadophyta) ter praprotnice. Številni tipi dinozavrov, npr. zavropodi, karnozavri in stegozavri. Sesalci so splošno razširjeni, a majhni. Prve ptice in luskarji. Poveča se raznolikost ihtiozavrov in pleziozavrov. Zelo razširjeni so školjke, amoniti in belemniti; pa tudi morski ježki, morske lilije, morske zvezde, spužve, terebratulidi in rinhonelidni ramenonožci. Razpad Pangeje v Gondvano in Lavrazijo. | 175.6 ± 2.0 *                       |
| fane- rozoik  | mezozoik           | jura | jura | spodnja/zgodnja | Splošno razširjene so golosemenke (posebno iglavci, Bennettitales in Cycadophyta) ter praprotnice. Številni tipi dinozavrov, npr. zavropodi, karnozavri in stegozavri. Sesalci so splošno razširjeni, a majhni. Prve ptice in luskarji. Poveča se raznolikost ihtiozavrov in pleziozavrov. Zelo razširjeni so školjke, amoniti in belemniti; pa tudi morski ježki, morske lilije, morske zvezde, spužve, terebratulidi in rinhonelidni ramenonožci. Razpad Pangeje v Gondvano in Lavrazijo. | 199.6 ± 0.6                         |
| fane- rozoik  | mezozoik           | trias | trias | zgornji/pozni | Zemlji gospodarijo arhozavri (na kopnem dinozavri, v oceanih ihtiozavri in notozavri, v zraku pterozavri). Ko se pojavijo prvi sesalci in krokodili, postanejo cinodonti manjši in podobnejši sesalcem. Na kopnem je razširjena flora Dicrodium. Številne velike vodne temnospondilne dvoživke. Izredno pogosti so keratitski amonoidi. Pojavijo se sodobne korale in ribe kostnice ter številni sodobni kladi žuželk. | 228.0 ± 2.0                         |
| fane- rozoik  | mezozoik           | trias | trias | srednji | Zemlji gospodarijo arhozavri (na kopnem dinozavri, v oceanih ihtiozavri in notozavri, v zraku pterozavri). Ko se pojavijo prvi sesalci in krokodili, postanejo cinodonti manjši in podobnejši sesalcem. Na kopnem je razširjena flora Dicrodium. Številne velike vodne temnospondilne dvoživke. Izredno pogosti so keratitski amonoidi. Pojavijo se sodobne korale in ribe kostnice ter številni sodobni kladi žuželk. | 245.0 ± 1.5                         |
| fane- rozoik  | mezozoik           | trias | trias | spodnji/zgodnji | Zemlji gospodarijo arhozavri (na kopnem dinozavri, v oceanih ihtiozavri in notozavri, v zraku pterozavri). Ko se pojavijo prvi sesalci in krokodili, postanejo cinodonti manjši in podobnejši sesalcem. Na kopnem je razširjena flora Dicrodium. Številne velike vodne temnospondilne dvoživke. Izredno pogosti so keratitski amonoidi. Pojavijo se sodobne korale in ribe kostnice ter številni sodobni kladi žuželk. | 251.0 ± 0.4 *                       |
| fane- rozoik  | paleozoik          | perm | perm | lopingij | Kopenske gmote se združijo v nadcelino Pangejo in ustvarijo Apalače. Konec permsko-karbonske poledenitve. Močno se poveča številnost sinapsidov, plazilcev (pelikozavrov in terapsidov), pogosti pa ostanejo tudi parareptili in temnospondilne dvoživke. V srednjem permu, floro iz dobe premoga zamenjajo igličaste golosemenke (prve prave semenke) in prvi pravi mahovi. Razvijejo se čebele in muhe. Na toplih plitvih grebenih se razcveta morsko življenje; obilo je produktidov in spiriferidnih ramenonožcev, školjk, luknjičark in ammonoidov. Pred 251 m.l. pride do permsko-triasnega izumrtja. Izumre 95 odstotkov življenja na Zemljiv, med drugim vsi trokrparji, graptoliti in blastoidi. | 260.4 ± 0.7 *                       |
| fane- rozoik  | paleozoik          | perm | perm | gvadalupij | Kopenske gmote se združijo v nadcelino Pangejo in ustvarijo Apalače. Konec permsko-karbonske poledenitve. Močno se poveča številnost sinapsidov, plazilcev (pelikozavrov in terapsidov), pogosti pa ostanejo tudi parareptili in temnospondilne dvoživke. V srednjem permu, floro iz dobe premoga zamenjajo igličaste golosemenke (prve prave semenke) in prvi pravi mahovi. Razvijejo se čebele in muhe. Na toplih plitvih grebenih se razcveta morsko življenje; obilo je produktidov in spiriferidnih ramenonožcev, školjk, luknjičark in ammonoidov. Pred 251 m.l. pride do permsko-triasnega izumrtja. Izumre 95 odstotkov življenja na Zemljiv, med drugim vsi trokrparji, graptoliti in blastoidi. | 270.6 ± 0.7 *                       |
| fane- rozoik  | paleozoik          | perm | perm | cisuralij | Kopenske gmote se združijo v nadcelino Pangejo in ustvarijo Apalače. Konec permsko-karbonske poledenitve. Močno se poveča številnost sinapsidov, plazilcev (pelikozavrov in terapsidov), pogosti pa ostanejo tudi parareptili in temnospondilne dvoživke. V srednjem permu, floro iz dobe premoga zamenjajo igličaste golosemenke (prve prave semenke) in prvi pravi mahovi. Razvijejo se čebele in muhe. Na toplih plitvih grebenih se razcveta morsko življenje; obilo je produktidov in spiriferidnih ramenonožcev, školjk, luknjičark in ammonoidov. Pred 251 m.l. pride do permsko-triasnega izumrtja. Izumre 95 odstotkov življenja na Zemljiv, med drugim vsi trokrparji, graptoliti in blastoidi. | 299.0 ± 0.8 *                       |
| fane- rozoik  | paleozoik          | karbon/ pensil- vanij                                                                                    | karbon/ pensil- vanij                                                                                    | zgornji/pozni | Nenadoma se razširijo krilate žuželke; nekatere med njimi (npr. Protodonata in Palaeodictyoptera) so precej velike. Pogoste in raznolike so dvoživke. Prvi plazilci in gozdovi, iz katerih je pozneje nastal premog (luskavec, praprotnice, pečatnikovec, Calamites, Cordaites idr.). Najvišja raven kisika v geološki zgodovini. V morju živijo številni goniatitidi, ramenonožci, mahovnjaki, školjke in korale. Razmnožijo se luknjičarke. | 306.5 ± 1.0                         |
| fane- rozoik  | paleozoik          | karbon/ pensil- vanij                                                                                    | karbon/ pensil- vanij                                                                                    | srednji | Nenadoma se razširijo krilate žuželke; nekatere med njimi (npr. Protodonata in Palaeodictyoptera) so precej velike. Pogoste in raznolike so dvoživke. Prvi plazilci in gozdovi, iz katerih je pozneje nastal premog (luskavec, praprotnice, pečatnikovec, Calamites, Cordaites idr.). Najvišja raven kisika v geološki zgodovini. V morju živijo številni goniatitidi, ramenonožci, mahovnjaki, školjke in korale. Razmnožijo se luknjičarke. | 311.7 ± 1.1                         |
| fane- rozoik  | paleozoik          | karbon/ pensil- vanij                                                                                    | karbon/ pensil- vanij                                                                                    | spodnji/zgodnji | Nenadoma se razširijo krilate žuželke; nekatere med njimi (npr. Protodonata in Palaeodictyoptera) so precej velike. Pogoste in raznolike so dvoživke. Prvi plazilci in gozdovi, iz katerih je pozneje nastal premog (luskavec, praprotnice, pečatnikovec, Calamites, Cordaites idr.). Najvišja raven kisika v geološki zgodovini. V morju živijo številni goniatitidi, ramenonožci, mahovnjaki, školjke in korale. Razmnožijo se luknjičarke. | 318.1 ± 1.3 *                       |
| fane- rozoik  | paleozoik          | karbon/ misi- sipij                                                                                      | karbon/ misi- sipij                                                                                      | zgornji/pozni | Velika primitivna drevesa, prvi kopenski vretenčarji, v obalnih močvirjih (vir premoga) živijo amfibijski morski škorpijoni. Obdobje velikih sladkovodnih plenilcev rizodontov iz skupine rib mesnatoplavutaric. V oceanih živijo pogosti in precej raznoliki primitivni morski psi; številni so morski ježki (posebno. krinoidi in blastoidi). Zelo pogoste so korale, mahovnjaki, goniatiti in ramenonožci (Productida, Spiriferida idr.). Zmanjša pa se številčnost trokrparjev in nautiloidov. Poledenitev Vzhodne Gondvane. | 326.4 ± 1.6                         |
| fane- rozoik  | paleozoik          | karbon/ misi- sipij                                                                                      | karbon/ misi- sipij                                                                                      | srednji | Velika primitivna drevesa, prvi kopenski vretenčarji, v obalnih močvirjih (vir premoga) živijo amfibijski morski škorpijoni. Obdobje velikih sladkovodnih plenilcev rizodontov iz skupine rib mesnatoplavutaric. V oceanih živijo pogosti in precej raznoliki primitivni morski psi; številni so morski ježki (posebno. krinoidi in blastoidi). Zelo pogoste so korale, mahovnjaki, goniatiti in ramenonožci (Productida, Spiriferida idr.). Zmanjša pa se številčnost trokrparjev in nautiloidov. Poledenitev Vzhodne Gondvane. | 345.3 ± 2.1                         |
| fane- rozoik  | paleozoik          | karbon/ misi- sipij                                                                                      | karbon/ misi- sipij                                                                                      | spodnji/zgodnji | Velika primitivna drevesa, prvi kopenski vretenčarji, v obalnih močvirjih (vir premoga) živijo amfibijski morski škorpijoni. Obdobje velikih sladkovodnih plenilcev rizodontov iz skupine rib mesnatoplavutaric. V oceanih živijo pogosti in precej raznoliki primitivni morski psi; številni so morski ježki (posebno. krinoidi in blastoidi). Zelo pogoste so korale, mahovnjaki, goniatiti in ramenonožci (Productida, Spiriferida idr.). Zmanjša pa se številčnost trokrparjev in nautiloidov. Poledenitev Vzhodne Gondvane. | 359.2 ± 2.5 *                       |
| fane- rozoik  | paleozoik          | devon | devon | zgornji/pozni | Pojav prvih lisičjakovcev, Equisetophyta in praprotnic, kot tudi prvih rastlin s semeni (Progymnospermae), prva drevesa (drevesasta praprot Archaeopteris) in prve (nekrilate) žuželke. V oceanih živijo številni strofomenidni in atripidni ramenonožci, nagubane in ploščate korale in krinoidi. Številni so goniatitni amonoidi, pojavijo se tudi hobotnicam podobni koleoidi. Zmanjša se številčnost trokrparjev in oklepljenih agnatov, morju pa vladajo ribe čeljustnice (plakodermi, mesnatoplavutarice in žarkoplavutarice ter prvi morski psi). Prve dvoživke. Celina Evramerika (»stara rdeča celina«)                                                                                          | 385.3 ± 2.6 *                       |
| fane- rozoik  | paleozoik          | devon | devon | srednji | Pojav prvih lisičjakovcev, Equisetophyta in praprotnic, kot tudi prvih rastlin s semeni (Progymnospermae), prva drevesa (drevesasta praprot Archaeopteris) in prve (nekrilate) žuželke. V oceanih živijo številni strofomenidni in atripidni ramenonožci, nagubane in ploščate korale in krinoidi. Številni so goniatitni amonoidi, pojavijo se tudi hobotnicam podobni koleoidi. Zmanjša se številčnost trokrparjev in oklepljenih agnatov, morju pa vladajo ribe čeljustnice (plakodermi, mesnatoplavutarice in žarkoplavutarice ter prvi morski psi). Prve dvoživke. Celina Evramerika (»stara rdeča celina«)                                                                                          | 397.5 ± 2.7 *                       |
| fane- rozoik  | paleozoik          | devon | devon | spodnji/zgodnji | Pojav prvih lisičjakovcev, Equisetophyta in praprotnic, kot tudi prvih rastlin s semeni (Progymnospermae), prva drevesa (drevesasta praprot Archaeopteris) in prve (nekrilate) žuželke. V oceanih živijo številni strofomenidni in atripidni ramenonožci, nagubane in ploščate korale in krinoidi. Številni so goniatitni amonoidi, pojavijo se tudi hobotnicam podobni koleoidi. Zmanjša se številčnost trokrparjev in oklepljenih agnatov, morju pa vladajo ribe čeljustnice (plakodermi, mesnatoplavutarice in žarkoplavutarice ter prvi morski psi). Prve dvoživke. Celina Evramerika (»stara rdeča celina«)                                                                                          | 416.0 ± 2.8 *                       |
| fane- rozoik  | paleozoik          | silur | silur | pridolij | Na kopnem se pojavijo prve višje rastline (Psilotum in sorodniki), prve kačice in artropleuridi. Morja naseljujejo prve ribe čeljustnice ter številne oklepljene ribe brezčeljustnice. Veliki morski škorpijoni. Številne tabulatne in rugozne korale, morske lilije in številni ramenonožci (Pentamerida, Rhynchonellida itd.). Diverzifikacija trilobitov in mehkužcev; graptoliti niso tako raznoliki. | 418.7 ± 2.7 *                       |
| fane- rozoik  | paleozoik          | silur | silur | zgodnji/pozni (ludlovij) | Na kopnem se pojavijo prve višje rastline (Psilotum in sorodniki), prve kačice in artropleuridi. Morja naseljujejo prve ribe čeljustnice ter številne oklepljene ribe brezčeljustnice. Veliki morski škorpijoni. Številne tabulatne in rugozne korale, morske lilije in številni ramenonožci (Pentamerida, Rhynchonellida itd.). Diverzifikacija trilobitov in mehkužcev; graptoliti niso tako raznoliki. | 422.9 ± 2.5 *                       |
| fane- rozoik  | paleozoik          | silur | silur | venlokij | Na kopnem se pojavijo prve višje rastline (Psilotum in sorodniki), prve kačice in artropleuridi. Morja naseljujejo prve ribe čeljustnice ter številne oklepljene ribe brezčeljustnice. Veliki morski škorpijoni. Številne tabulatne in rugozne korale, morske lilije in številni ramenonožci (Pentamerida, Rhynchonellida itd.). Diverzifikacija trilobitov in mehkužcev; graptoliti niso tako raznoliki. | 428.2 ± 2.3 *                       |
| fane- rozoik  | paleozoik          | silur | silur | spodnji/zgodnji (landoverij) | Na kopnem se pojavijo prve višje rastline (Psilotum in sorodniki), prve kačice in artropleuridi. Morja naseljujejo prve ribe čeljustnice ter številne oklepljene ribe brezčeljustnice. Veliki morski škorpijoni. Številne tabulatne in rugozne korale, morske lilije in številni ramenonožci (Pentamerida, Rhynchonellida itd.). Diverzifikacija trilobitov in mehkužcev; graptoliti niso tako raznoliki. | 443.7 ± 1.5 *                       |
| fane- rozoik  | paleozoik          | ordovicij                                                                                                | ordovicij                                                                                                | zgornji/pozni | Diverzifikacija nevretenčarjev v številne nove tipe (npr. dolgi long ortokonični glavonožci). Pogosti so prve oblike koral, členjeni ramenonožci (Orthida, Strophomenida itd.), školjke, brodniki, trilobiti, dvoklopniki, mahovnjaki, številne vrste morskih ježkov (krinoidi, cistoidi, morske zvezde itd.), razvejeni graptoliti in drugi taksoni. Pojav konodontov (prvi planktonski vretenčarji). Prve kopenske rastline in glive. Na koncu periode ledena doba. | 460.9 ± 1.6 *                       |
| fane- rozoik  | paleozoik          | ordovicij                                                                                                | ordovicij                                                                                                | srednji | Diverzifikacija nevretenčarjev v številne nove tipe (npr. dolgi long ortokonični glavonožci). Pogosti so prve oblike koral, členjeni ramenonožci (Orthida, Strophomenida itd.), školjke, brodniki, trilobiti, dvoklopniki, mahovnjaki, številne vrste morskih ježkov (krinoidi, cistoidi, morske zvezde itd.), razvejeni graptoliti in drugi taksoni. Pojav konodontov (prvi planktonski vretenčarji). Prve kopenske rastline in glive. Na koncu periode ledena doba. | 471.8 ± 1.6                         |
| fane- rozoik  | paleozoik          | ordovicij                                                                                                | ordovicij                                                                                                | spodnji/zgodnji | Diverzifikacija nevretenčarjev v številne nove tipe (npr. dolgi long ortokonični glavonožci). Pogosti so prve oblike koral, členjeni ramenonožci (Orthida, Strophomenida itd.), školjke, brodniki, trilobiti, dvoklopniki, mahovnjaki, številne vrste morskih ježkov (krinoidi, cistoidi, morske zvezde itd.), razvejeni graptoliti in drugi taksoni. Pojav konodontov (prvi planktonski vretenčarji). Prve kopenske rastline in glive. Na koncu periode ledena doba. | 488.3 ± 1.7 *                       |
| fane- rozoik  | paleozoik          | kambrij                                                                                                  | kambrij                                                                                                  | zgornji/pozni (furongij) | Velika diverzifikacija organizmov v kambrijski eksploziji. Številni fosili; pojav večine sodobnih živalski debel. Pojav prvih vretenčarjev in številnih izumrlih, težavnih debel. Razcvet grebenotvornih Archaeocyatha, nato njihovo izumrtje. Številni trilobiti, priapulidni črvi, spužve, nečlenjeni ramenonožci in razne druge živali. Pojavijo se orjaški plenilci anomalokaridi, veliko ediakarske favne pa izumre. Prokarionti, protisti (npr. luknjičarke), glive in alge vse do danes. Nastanek Gondvane. | 501.0 ± 2.0 *                       |
| fane- rozoik  | paleozoik          | kambrij                                                                                                  | kambrij                                                                                                  | srednji | Velika diverzifikacija organizmov v kambrijski eksploziji. Številni fosili; pojav večine sodobnih živalski debel. Pojav prvih vretenčarjev in številnih izumrlih, težavnih debel. Razcvet grebenotvornih Archaeocyatha, nato njihovo izumrtje. Številni trilobiti, priapulidni črvi, spužve, nečlenjeni ramenonožci in razne druge živali. Pojavijo se orjaški plenilci anomalokaridi, veliko ediakarske favne pa izumre. Prokarionti, protisti (npr. luknjičarke), glive in alge vse do danes. Nastanek Gondvane. | 513.0 ± 2.0                         |
| fane- rozoik  | paleozoik          | kambrij                                                                                                  | kambrij                                                                                                  | spodnji/zgodnji | Velika diverzifikacija organizmov v kambrijski eksploziji. Številni fosili; pojav večine sodobnih živalski debel. Pojav prvih vretenčarjev in številnih izumrlih, težavnih debel. Razcvet grebenotvornih Archaeocyatha, nato njihovo izumrtje. Številni trilobiti, priapulidni črvi, spužve, nečlenjeni ramenonožci in razne druge živali. Pojavijo se orjaški plenilci anomalokaridi, veliko ediakarske favne pa izumre. Prokarionti, protisti (npr. luknjičarke), glive in alge vse do danes. Nastanek Gondvane. | 542.0 ± 0.3 *                       |
| protero- zoik | neo- proterozoik   | ediakarij                                                                                                | ediakarij                                                                                                | Dobri fosili večceličnih živali. V morju se razcveti ediakarska favna (oz. vendski organizmi). Fosilni sledovi črvastih Trichophycus itd. Prve spužve in trilobiti. Nenavadni ovalni oblikovani Dickinsonia, palmasti Charniodiscus in številna želatinozna bitja. | Dobri fosili večceličnih živali. V morju se razcveti ediakarska favna (oz. vendski organizmi). Fosilni sledovi črvastih Trichophycus itd. Prve spužve in trilobiti. Nenavadni ovalni oblikovani Dickinsonia, palmasti Charniodiscus in številna želatinozna bitja. | 630 +5/-30 *                        |
| protero- zoik | neo- proterozoik   | kriogenij                                                                                                | kriogenij                                                                                                | Obdobje hipotetične »Zemlje Snežene kepe«. Fosili so še vedno redki. Začne se razpadanje Rodinije. | Obdobje hipotetične »Zemlje Snežene kepe«. Fosili so še vedno redki. Začne se razpadanje Rodinije. | 850                                 |
| protero- zoik | neo- proterozoik   | tonij | tonij | Še vedno obstaja nadcelina Rodinija. Fosilni sledovi preprostih večceličnih evkariontov. Prva radiacija dinoflagelatom podobnih akritarhov. | Še vedno obstaja nadcelina Rodinija. Fosilni sledovi preprostih večceličnih evkariontov. Prva radiacija dinoflagelatom podobnih akritarhov. | 1000                                |
| protero- zoik | mezo- proterozoik  | stenij                                                                                                   | stenij                                                                                                   | Z nastankom nadceline Rodinije se zaradi orogeneze oblikujejo ozki visokometamorfni pasovi. | Z nastankom nadceline Rodinije se zaradi orogeneze oblikujejo ozki visokometamorfni pasovi. | 1200                                |
| protero- zoik | mezo- proterozoik  | ektazij                                                                                                  | ektazij                                                                                                  | Nadaljnje širjenje platformskega pokrova. V morju se pojavijo kolonije zelenih alg. | Nadaljnje širjenje platformskega pokrova. V morju se pojavijo kolonije zelenih alg. | 1400                                |
| protero- zoik | mezo- proterozoik  | kalimij                                                                                                  | kalimij                                                                                                  | Povečanje platformskega pokrova. | Povečanje platformskega pokrova. | 1600                                |
| protero- zoik | paleo- proterozoik | staterij                                                                                                 | staterij                                                                                                 | Prvo kompleksno enocelično življenje: protisti z jedri. Prvotni kontinent Kolumbija. | Prvo kompleksno enocelično življenje: protisti z jedri. Prvotni kontinent Kolumbija. | 1800                                |
| protero- zoik | paleo- proterozoik | orosirij                                                                                                 | orosirij                                                                                                 | Oksigenacija atmosfere. Vredefortski in sudburyski asteroidni trk. Intenzivna orogeneza. | Oksigenacija atmosfere. Vredefortski in sudburyski asteroidni trk. Intenzivna orogeneza. | 2050                                |
| protero- zoik | paleo- proterozoik | riakij                                                                                                   | riakij                                                                                                   | Nastanek bushveldskega kompleksa. Huronska poledenitev. | Nastanek bushveldskega kompleksa. Huronska poledenitev. | 2300                                |
| protero- zoik | paleo- proterozoik | siderij                                                                                                  | siderij                                                                                                  | Oksigenacijska katastrofa: posledica je nastanek pasastega železa (BIF). | Oksigenacijska katastrofa: posledica je nastanek pasastega železa (BIF). | 2500                                |
| arhaik        | neoarhaik          | Stabilizacija večine sodobnih kratonov; morda tudi prevrnitev plašča (mantle overturn).                  | Stabilizacija večine sodobnih kratonov; morda tudi prevrnitev plašča (mantle overturn).                  | Stabilizacija večine sodobnih kratonov; morda tudi prevrnitev plašča (mantle overturn). | Stabilizacija večine sodobnih kratonov; morda tudi prevrnitev plašča (mantle overturn). | 2800                                |
| arhaik        | mezoarhaik         | Prvi stromatoliti (najverjetneje kolonijske cianobakterije). Najstarejši makrofosili.                    | Prvi stromatoliti (najverjetneje kolonijske cianobakterije). Najstarejši makrofosili.                    | Prvi stromatoliti (najverjetneje kolonijske cianobakterije). Najstarejši makrofosili. | Prvi stromatoliti (najverjetneje kolonijske cianobakterije). Najstarejši makrofosili. | 3200                                |
| arhaik        | paleoarhaik        | Prvi znani fototrofne bakterije. Najstarejši z gotovostjo dokazani mikrofosili.                          | Prvi znani fototrofne bakterije. Najstarejši z gotovostjo dokazani mikrofosili.                          | Prvi znani fototrofne bakterije. Najstarejši z gotovostjo dokazani mikrofosili. | Prvi znani fototrofne bakterije. Najstarejši z gotovostjo dokazani mikrofosili. | 3600                                |
| arhaik        | eoarhaik           | Preprosto enocelično življenje (verjetno bakterije, morda tudi arheje. Najstarejši domnevni mikrofosili. | Preprosto enocelično življenje (verjetno bakterije, morda tudi arheje. Najstarejši domnevni mikrofosili. | Preprosto enocelično življenje (verjetno bakterije, morda tudi arheje. Najstarejši domnevni mikrofosili. | Preprosto enocelično življenje (verjetno bakterije, morda tudi arheje. Najstarejši domnevni mikrofosili. | 3800                                |
| had           | spodnji imbrij     | | | | | okoli 3850                          |
| had           | nektarij           | | | | | okoli 3920                          |
| had           | bazenske skupine   | Najstarejše znane kamnine (pr. 4100 m.l.).                                                               | Najstarejše znane kamnine (pr. 4100 m.l.).                                                               | Najstarejše znane kamnine (pr. 4100 m.l.). | Najstarejše znane kamnine (pr. 4100 m.l.). | okoli 4150                          |
| had           | kriptik            | Nastanek Zemlje (pr. 4570 m.l.). Najstarejši znani mineral, cirkonij (pr. 4400 m.l.).                    | Nastanek Zemlje (pr. 4570 m.l.). Najstarejši znani mineral, cirkonij (pr. 4400 m.l.).                    | Nastanek Zemlje (pr. 4570 m.l.). Najstarejši znani mineral, cirkonij (pr. 4400 m.l.). | Nastanek Zemlje (pr. 4570 m.l.). Najstarejši znani mineral, cirkonij (pr. 4400 m.l.). | okoli 4570                          |